# Emilio March García
Emilio Augusto March y García Mesa (La Laguna, 9 de abril de 1844 - Madrid, 16 de marzo de 1919) fue un militar español, Capitán General de las Islas Baleares y de las Islas Canarias durante el reinado de Alfonso XIII.

## Biografía
Ingresó en la Escuela de Estado Mayor en 1861 y en 1870 fue destinado a Cuba como capitán de Estado Mayor y teniente coronel de infantería. Participó en la Guerra de los Diez Años bajo las órdenes de Arsenio Martínez Campos contra los jefes cubanos Vicente García e Ignacio Mora. En 1876 volvió a la Península como coronel de infantería y comandante de Estado Mayor y participó en la tercera guerra carlista. De 1876 a 1878 fue destinado nuevamente a Cuba y 1878 fue ascendido a brigadier y destinado a la capitanía de las Islas Baleares. En 1879 volvió a Cuba, donde luchó en la Guerra Chiquita y en 1886 fue nombrado gobernador militar de Matanzas. 
En 1890 volvió a la Península. En 1892 ascendió a general de división y fue nombrado gobernador militar de Gerona y más adelante de Mallorca, donde fue capitán general interino entre 1893 y 1895. En 1895 fue destinado nuevamente a Puerto Rico y en 1896 a Cuba, donde sería gobernador de Puerto Príncipe en 1898. Tras la derrota en la Guerra hispano-estadounidense volvió a la Península y en 1900 ascendió a teniente general. En 1902 fue nombrado capitán general de Aragón, cargo que dejó el 24 de noviembre de 1904, cuando fue nombrado miembro del Consejo Supremo de Guerra y Marina. De 1910 a 1911 fue Capitán General de las Islas Baleares y de 1911 a 1915 Capitán General de Canarias. En 1916 pasó a la reserva y se estableció en Madrid, donde falleció en 1919.